# Великий візир

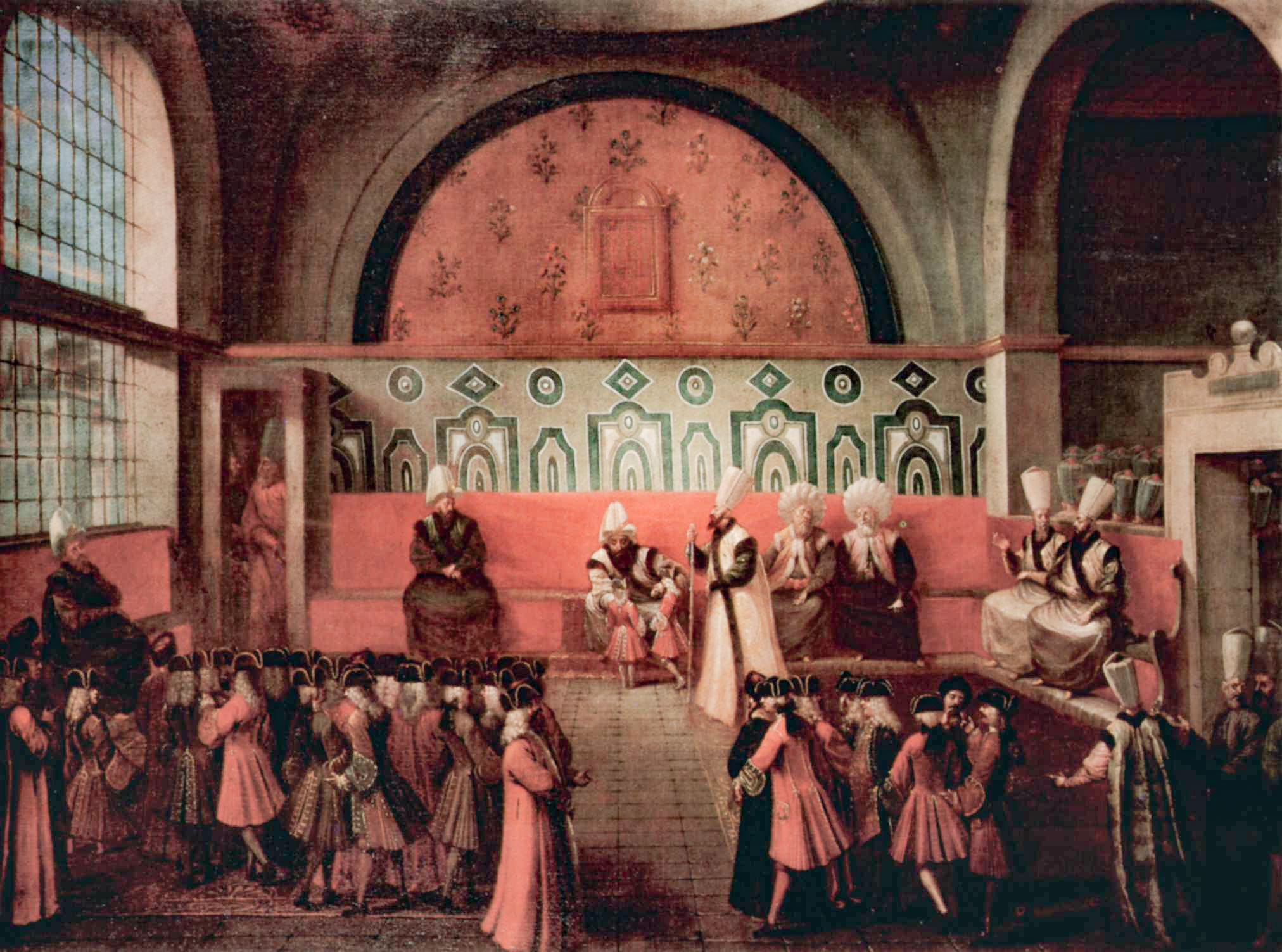
Великий візир дає аудієнцію в Куббеалти

Великий візир (осман. صدر اعظم sadr-ı aʾzam; перс. وزيرِ اعظم vazîr-i aʾzam; тур. Sadrazam) — від перської «візир» (وزير) — найголовніший міністр султана Османської імперії, який користувався його абсолютною довірою і який замінюється лише особисто султаном. Саме у великого візира зберігалася печатка імперії, він міг скликати інших візирів для вирішення державних питань. Збори візирів відбувалися в палаці Топкапи в приміщенні, званому «Куббеалти» («під куполом»).
У перший період існування Османської імперії використовувався тільки термін «візир». Першим з османських візирів, отримавший титул «великого візира», був Чандарли Кара Халіл Хайреддін-паша. Мета введення титулу «великого візира» полягала в тому, щоб виділити зберігача султанської печатки серед інших візирів. Використовуваний спочатку для позначення великого візира термін «vezir-i azam» був поступово витіснений терміном «sadr-ı azam». В історії Османської імперії для позначення великого візира також використовувалися терміни «sadr-ı âlî» («вищий візир»), «vekil-i mutlak» («користується абсолютною довірою»), «sâhib-i devlet» ("хранитель країни "), «serdar-ı ekrem», «serdar-ı azam» і «zât-ı âsafî».
В епоху Кепрюлю імперію контролював ряд великих візирів великого масштабу. Відмінною рисою цієї епохи були відносна неффектівность султанів і передача частини повноважень уряду на нижчі рівні.
Починаючи з епохи Танзимата великі візири поступово почали відігравати роль, порівнянну з роллю прем'єр-міністра в європейських країнах.

## Спілкування з султаном
Пропозиції великого візира до султана, звані запискою або резюме, передавалися правителю через канцелярію. Записки були різних видів: телхис, мюстакиль телхис. Складання цих документів було обов'язком реіс уль-куттаба (посадової особи, відповідальної за всі відділи, що діють в Дивані, і за все діловодство). Після складання записки вона листувалася великим насхом, простим складом з чітко позначеним змістом (це робилося для того, щоб не втомлювати султана) і відсилалася в палац. Ознайомившись з документом, правитель записував зверху резолюції коротке послання, на кшталт «ознайомився», «нехай бути віддано», «віддав», «закупай», «не час», «щастя тобі», «неможливо», і записка поверталася до великого візира, який віддавав розпорядження про виконання волі султана. Всі побажання, листи і тому подібні документи від великого візира передавалися правителя у вигляді таких телхисов.

## Посадові призначення
Великий візир найбільше займався питаннями посадових призначеннь в масштабі держави (в Османській імперії посади надавалися на певний термін). Якщо після закінчення терміну на посаду призначався новий виконавець, це називалося тевджих (надання); якщо повноваження продовжувалися, це називалося ібка (продовження) або мукаррер (підтвердження). Як правило, призначення здійснювалися до початку місяця шавваль, тобто після свята рамазана, і проводилися одночасно по чотирьом списками: 1) візири, бейлербей, беї санджаков; 2) інші державні діячі; 3) командири військових корпусів; 4) секретарі (ходжалар) Дивана. За поданням великого візира призначення здійснювалися у всіх сферах, за винятком богословського стану: пропозиції про розподіл посад в богословській ієрархії робилися шейх уль-ісламом і приймалися після звернення великого візира до султана. Коли наближався місяця шавваль, великий візир віддавав розпорядження скласти два переліку (один за новим призначенням, інший — за продовження повноважень), і направляв відповідну записку правителю, який на власний розсуд вносив зміни до переліків. Після цього великий візир подавав на затвердження султанові виправлений список. Новопризначеним і тим, чиї повноваження продовжувалися, направлялися повідомлення від великого візира (руус); крім того, імена цих людей вносилися в особливий реєстр. Після вручення руус для тих, хто приступав до виконання своїх обов'язків у Стамбулі, також існував звичай надягання пожалованного султаном халата.

## Інспекції
Серед обов'язків великого візира важливе значення надавалося інспекціям. Це називалося «виходити на інспекцію» або «здійснювати інспекцію»: великий візир, супроводжуваний великою свитою на чолі зі стамбульським кадієм, обходив торгові ряди і ринки, контролював роботу ремісників і ціни, що вважалося дуже важливим в Османській імперії. Перевірки проводилися за визначеними маршрутами. Провинився ремісничий і торгового люду негайно призначалися покарання залежно від ступеня порушення; ремісники дуже боялися цих раптових санкцій.
Іншою важливою обов'язком великого візира була ревізія судноверфі. Успіх даного підприємства залежав від відносин між великим візиром і капудан-пашою османського флоту, якому формально підпорядковувались верфі: якщо ці відносини були нормальними, то перевірка проходила спокійно, якщо натягнутими, то могли виникнути проблеми.
Великий візир також контролював деякі великі вакуфи і призначав туди своїх людей.